# Catoria contraria
Catoria contraria là một loài bướm đêm trong họ Geometridae.